# Reação internacional à declaração de independência do Sudão do Sul em 2011

Sudão do Sul
Países que reconheceram a independência do Sudão do Sul

Em 9 de julho de 2011 o Sudão do Sul declarou sua independência frente ao Sudão, com a pretensão de formar um novo país. Até este momento, 123 membros das Nações Unidas e outros 6 estados já reconheceram a independência do Sudão do Sul.

## Reconhecimento internacional do Sudão do Sul

### Membros das Nações Unidas
| #   | País                           | Data do reconhecimento | Membro de organização internacional relevante |
| --- | ------------------------------ | ---------------------- | --- |
| 1   | Sudão                          | 8 de julho de 2011     | Membro da União Africana (UA) Membro da Liga Árabe Membro da Organização da Conferência Islâmica |
| 2   | Egito                          | 8 de julho de 2011     | Membro da União Africana (UA) Membro da Liga Árabe Membro da Organização da Conferência Islâmica |
| 3   | Alemanha                       | 8 de julho de 2011     | Membro não-permanente do Conselho de Segurança da ONU |
| 4   | Quênia                         | 8 de julho de 2011     | Membro da União Africana (UA) · Ficheiro:Flag of the Commonwealth of Nations.svg Membro da Commonwealth · Membro da Comunidade da África Oriental                                                               |
| 5   | Moçambique                     | 9 de julho de 2011     | Membro da União Africana (UA) · Ficheiro:Flag of the Commonwealth of Nations.svg Membro da Commonwealth · Membro da Organização da Conferência Islâmica                                                         |
| 6   | Guiné Equatorial               | 9 de julho de 2011     | Membro da União Africana (UA) |
| 7   | China                          | 9 de julho de 2011     | Membro permanente do Conselho de Segurança da ONU |
| 8   | Reino Unido                    | 9 de julho de 2011     | Ficheiro:Flag of the Commonwealth of Nations.svg Membro da Commonwealth · Membro permanente do Conselho de Segurança da ONU                                                                                     |
| 9   | Turquia                        | 9 de julho de 2011     | Membro da Organização da Conferência Islâmica |
| 10  | Itália                         | 9 de julho de 2011     | |
| 11  | Polónia                        | 9 de julho de 2011     | |
| 12  | Estados Unidos                 | 9 de julho de 2011     | Membro permanente do Conselho de Segurança da ONU |
| 13  | Canadá                         | 9 de julho de 2011     | Ficheiro:Flag of the Commonwealth of Nations.svg Membro da Commonwealth |
| 14  | Austrália                      | 9 de julho de 2011     | Ficheiro:Flag of the Commonwealth of Nations.svg Membro da Commonwealth |
| 15  | Japão                          | 9 de julho de 2011     | |
| 16  | Irlanda                        | 9 de julho de 2011     | |
| 17  | França                         | 9 de julho de 2011     | Membro permanente do Conselho de Segurança da ONU |
| 18  | Cuba                           | 9 de julho de 2011     | |
| 19  | Suécia                         | 9 de julho de 2011     | |
| 20  | Noruega                        | 9 de julho de 2011     | |
| 21  | Uganda                         | 9 de julho de 2011     | Membro da União Africana (UA) · Ficheiro:Flag of the Commonwealth of Nations.svg Membro da Commonwealth · Membro da Comunidade da África Oriental · Membro da Organização da Conferência Islâmica               |
| 22  | Armênia                        | 9 de julho de 2011     | |
| 23  | Rússia                         | 9 de julho de 2011     | Membro permanente do Conselho de Segurança da ONU Observador da Organização da Conferência Islâmica |
| 24  | Brasil                         | 9 de julho de 2011     | Membro não-permanente do Conselho de Segurança da ONU Observador da Liga Árabe Membro da União de Nações Sul-Americanas                                                                                         |
| 25  | Roménia                        | 9 de julho de 2011     | |
| 26  | Espanha                        | 9 de julho de 2011     | |
| 27  | Áustria                        | 9 de julho de 2011     | |
| 28  | Suíça                          | 9 de julho de 2011     | |
| 29  | Países Baixos                  | 9 de julho de 2011     | |
| 30  | Bélgica                        | 9 de julho de 2011     | |
| 31  | África do Sul                  | 9 de julho de 2011     | Membro da União Africana (UA) · Ficheiro:Flag of the Commonwealth of Nations.svg Membro da Commonwealth · Membro não-permanente do Conselho de Segurança da ONU                                                 |
| 32  | Tanzânia                       | 9 de julho de 2011     | Membro da União Africana (UA) · Ficheiro:Flag of the Commonwealth of Nations.svg Membro da Commonwealth · Membro da Comunidade da África Oriental                                                               |
| 33  | Etiópia                        | 9 de julho de 2011     | Membro da União Africana (UA) |
| 34  | Zimbabwe                       | 9 de julho de 2011     | Membro da União Africana (UA) |
| 35  | República Centro-Africana      | 9 de julho de 2011     | Membro da União Africana (UA) Observador da Organização da Conferência Islâmica |
| 36  | Togo                           | 9 de julho de 2011     | Membro da União Africana (UA) Membro da Organização da Conferência Islâmica |
| 37  | Mali                           | 9 de julho de 2011     | Membro da União Africana (UA) Membro da Organização da Conferência Islâmica |
| 38  | Argélia                        | 9 de julho de 2011     | Membro da União Africana (UA) Membro da Liga Árabe Membro da Organização da Conferência Islâmica |
| 39  | Líbia                          | 9 de julho de 2011     | Membro da União Africana (UA) Membro da Liga Árabe Membro da Organização da Conferência Islâmica |
| 40  | Ruanda                         | 9 de julho de 2011     | Membro da União Africana (UA) · Ficheiro:Flag of the Commonwealth of Nations.svg Membro da Commonwealth · Membro da Comunidade da África Oriental                                                               |
| 41  | Letônia                        | 9 de julho de 2011     | |
| 42  | Grécia                         | 9 de julho de 2011     | |
| 43  | Jordânia                       | 9 de julho de 2011     | Membro da Liga Árabe Membro da Organização da Conferência Islâmica |
| 44  | Índia                          | 9 de julho de 2011     | Ficheiro:Flag of the Commonwealth of Nations.svg Membro da Commonwealth · Membro não-permanente do Conselho de Segurança da ONU · Observador da Liga Árabe                                                      |
| 45  | Luxemburgo                     | 9 de julho de 2011     | |
| 46  | Chile                          | 9 de julho de 2011     | Membro da União de Nações Sul-Americanas |
| 47  | Camboja                        | 9 de julho de 2011     | |
| 48  | Coreia do Sul                  | 9 de julho de 2011     | |
| 49  | Catar                          | 9 de julho de 2011     | Membro da Liga Árabe Membro da Organização da Conferência Islâmica |
| 50  | Maldivas                       | 9 de julho de 2011     | Ficheiro:Flag of the Commonwealth of Nations.svg Membro da Commonwealth · Membro da Organização da Conferência Islâmica                                                                                         |
| 51  | Portugal                       | 9 de julho de 2011     | Membro não-permanente do Conselho de Segurança da ONU |
| 52  | Eslováquia                     | 9 de julho de 2011     | |
| 53  | Albânia                        | 9 de julho de 2011     | Membro da Organização da Conferência Islâmica |
| 54  | Gana                           | 9 de julho de 2011     | Membro da União Africana (UA) · Ficheiro:Flag of the Commonwealth of Nations.svg Membro da Commonwealth |
| 55  | Nigéria                        | 9 de julho de 2011     | Membro não-permanente do Conselho de Segurança da ONU · Membro da União Africana (UA) · Ficheiro:Flag of the Commonwealth of Nations.svg Membro da Commonwealth · Membro da Organização da Conferência Islâmica |
| 56  | Angola                         | 9 de julho de 2011     | Membro da União Africana (UA) |
| 57  | Dinamarca                      | 9 de julho de 2011     | |
| 58  | Botswana                       | 9 de julho de 2011     | Membro da União Africana (UA) |
| 59  | Israel                         | 10 de julho de 2011    | |
| 60  | Malta                          | 10 de julho de 2011    | Ficheiro:Flag of the Commonwealth of Nations.svg Membro da Commonwealth |
| 61  | Somália                        | 10 de julho de 2011    | Membro da União Africana (UA) Membro da Liga Árabe Membro da Organização da Conferência Islâmica |
| 62  | Cabo Verde                     | 10 de julho de 2011    | Membro da União Africana (UA) |
| 63  | Bahrein                        | 10 de julho de 2011    | Membro da Liga Árabe Membro da Organização da Conferência Islâmica |
| 64  | Vietname                       | 10 de julho de 2011    | |
| 65  | Kuwait                         | 10 de julho de 2011    | Membro da Liga Árabe Membro da Organização da Conferência Islâmica |
| 66  | Burquina Fasso                 | 10 de julho de 2011    | Membro da União Africana (UA) Membro da Organização da Conferência Islâmica |
| 67  | Estónia                        | 11 de julho de 2011    | |
| 68  | Emirados Árabes Unidos         | 11 de julho de 2011    | Membro da Liga Árabe Membro da Organização da Conferência Islâmica |
| 69  | Chéquia                        | 11 de julho de 2011    | |
| 70  | Eritreia                       | 11 de julho de 2011    | Membro da União Africana (UA) Observador da Liga Árabe |
| 71  | Arábia Saudita                 | 11 de julho de 2011    | Membro da Liga Árabe Membro da Organização da Conferência Islâmica |
| 72  | Costa Rica                     | 11 de julho de 2011    | |
| 73  | Indonésia                      | 12 de julho de 2011    | Membro da Organização da Conferência Islâmica |
| 74  | Timor-Leste                    | 12 de julho de 2011    | |
| 75  | Namíbia                        | 12 de julho de 2011    | Membro da União Africana (UA) · Ficheiro:Flag of the Commonwealth of Nations.svg Membro da Commonwealth |
| 76  | Senegal                        | 12 de julho de 2011    | Membro da União Africana (UA) Membro da Organização da Conferência Islâmica |
| 77  | Eslovênia                      | 12 de julho de 2011    | |
| 78  | Ucrânia                        | 12 de julho de 2011    | |
| 79  | República Democrática do Congo | 13 de julho de 2011    | Membro da União Africana (UA) |
| 80  | Libéria                        | 13 de julho de 2011    | Membro da União Africana (UA) |
| 81  | Mauritânia                     | 13 de julho de 2011    | Membro da União Africana (UA) Membro da Liga Árabe Membro da Organização da Conferência Islâmica |
| 82  | Djibuti                        | 13 de julho de 2011    | Membro da União Africana (UA) Membro da Liga Árabe Membro da Organização da Conferência Islâmica |
| 83  | Uruguai                        | 13 de julho de 2011    | Membro da União de Nações Sul-Americanas |
| 84  | Guiné                          | 14 de julho de 2011    | Membro da União Africana (UA) Membro da Organização da Conferência Islâmica |
| 85  | Guiana                         | 14 de julho de 2011    | Ficheiro:Flag of the Commonwealth of Nations.svg Membro da Commonwealth · Membro da Organização da Conferência Islâmica · Membro da União de Nações Sul-Americanas                                              |
| 86  | Singapura                      | 14 de julho de 2011    | |
| 87  | Montenegro                     | 14 de julho de 2011    | |
| 88  | Quirguistão                    | 14 de julho de 2011    | Membro da Organização da Conferência Islâmica |
| 89  | Peru                           | 14 de julho de 2011    | |
| 90  | México                         | 14 de julho de 2011    | |
| 91  | Gabão                          | 15 de julho de 2011    | Membro da União Africana (UA) Membro da Organização da Conferência Islâmica |
| 92  | Coreia do Norte                | 15 de julho de 2011    | |
| 93  | Cazaquistão                    | 15 de julho de 2011    | Membro da Organização da Conferência Islâmica |
| 94  | Hungria                        | 15 de julho de 2011    | |
| 95  | Colômbia                       | 16 de julho de 2011    | |
| 96  | Irão                           | 16 de julho de 2011    | Membro da Organização da Conferência Islâmica |
| 97  | Chipre                         | 18 de julho de 2011    | Ficheiro:Flag of the Commonwealth of Nations.svg Membro da Commonwealth |
| 98  | Líbano                         | 19 de julho de 2011    | Membro da Organização da Conferência Islâmica |
| 99  | Bangladesh                     | 20 de julho de 2011    | Ficheiro:Flag of the Commonwealth of Nations.svg Membro da Commonwealth · Membro da Organização da Conferência Islâmica                                                                                         |
| 100 | Bulgária                       | 20 de julho de 2011    | |
| 101 | Suriname                       | 21 de julho de 2011    | Membro da Organização da Conferência Islâmica Membro da União de Nações Sul-Americanas |
| 102 | Finlândia                      | 22 de julho de 2011    | |
| 103 | Paquistão                      | 22 de julho de 2011    | Ficheiro:Flag of the Commonwealth of Nations.svg Membro da Commonwealth · Membro da Organização da Conferência Islâmica                                                                                         |
| 104 | Croácia                        | 27 de julho de 2011    | |
| 105 | Filipinas                      | 1 de agosto de 2011    | |
| 106 | Argentina                      | 2 de agosto de 2011    | Membro da União de Nações Sul-Americanas |
| 107 | Panamá                         | 18 de agosto de 2011   | |
| 108 | Sérvia                         | 18 de agosto de 2011   | |
| 109 | Bielorrússia                   | 18 de agosto de 2011   | |
| 110 | Iêmen                          | 6 de setembro de 2011  | Membro da Organização da Conferência Islâmica |
| 111 | Macedônia do Norte             | 13 de setembro de 2011 | |
| 112 | Lituânia                       | 14 de setembro de 2011 | |
| 113 | Bósnia e Herzegovina           | 20 de setembro de 2011 | Observador da Organização da Conferência Islâmica |
| 114 | Vanuatu                        | 28 de setembro de 2011 | |
| 115 | Jamaica                        | 6 de outubro de 2011   | |
| 116 | Mongólia                       | 20 de dezembro de 2011 | |
| 117 | Síria                          | 2011                   | |
| 118 | Venezuela                      | 2011                   | |
| 119 | Ucrânia                        | 11 de janeiro de 2012  | |
| 120 | Geórgia                        | 15 de junho de 2012    | |
| 121 | Fiji                           | 25 de setembro de 2012 | Ficheiro:Flag of the Commonwealth of Nations.svg Membro da Commonwealth |
| 122 | Azerbaijão                     | 27 de outubro de 2012  | |
| 123 | Benim                          | 29 de janeiro de 2013  | |
| 124 | Equador                        | 8 de maio de 2015      | |

### Outros países
| País            | Data do Reconhecimento | Membro de organização internacional relevante                                                   |
| --------------- | ---------------------- | ----------------------------------------------------------------------------------------------- |
| Vaticano        | 8 de julho de 2011     | Observador das Nações Unidas                                                                    |
| Taiwan          | 9 de julho de 2011     |                                                                                                 |
| Saara Ocidental | 9 de julho de 2011     | Membro da União Africana (UA)                                                                   |
| Somalilândia    | 10 de julho de 2011    |                                                                                                 |
| Transnistria    | 12 de julho de 2011    |                                                                                                 |
| Palestina       | 14 de julho de 2011    | Observador das Nações Unidas Membro da Liga Árabe Membro da Organização da Conferência Islâmica |

## Reações das organizações internacionais
As organizações internacionais geralmente não tem dispositivos diplomáticos para reconhecer um novo país, este reconhecimento é feito por seus membros de forma individual, porém,  tais instituições podem expressar opiniões positivas ou negativas sobre a declaração de independência de algum estado, e dependendo das regras internas e da expressão da maioria ou de todos os seus membros, podem aceitar ou recusar a adesão do novo país em seus quadros.
Até o momento, as seguintes organizações expressaram-se sobre a declaração de independência do Sudão do Sul:
| Organização                         | Posição |
| ----------------------------------- | --- |
| União Africana (UA)                 | A União Africana aceitou a adesão do Sudão do Sul, tornando-o o seu 54º membro. |
| Liga Árabe                          | A Liga Árabe iniciou relações com o Sudão do Sul Porém, o Sudão do Sul não tem população de maioria árabe, à adesão na mesma conta com forte oposição interna Membros que reconheceram: 15 de 22 - Observadores: 3 de 4                                                             |
| Comunidade da África Oriental       | A adesão do Sudão do Sul na organização é bem vinda por todos o membros Membros que reconheceram: 4 de 5 |
| União Europeia (UE)                 | A maioria dos membros da União Europeia já reconhecem o Sudão do Sul, e a mesma já iniciou relações com o novo país Membros que reconheceram: 26 de 27 - Candidatos: 3 de 5 |
| Comité Olímpico Internacional       | O COI ainda não aceitou a adesão do Sudão do Sul em seus quadros por o mesmo não ter reconhecimento internacional pleno, e o próprio Sudão do Sul ainda não montou seu comitê olímpico local. Os atletas do Sudão do Sul participaram das Olimpíadas de 2012 sob bandeira olímpica. |
| Organização da Conferência Islâmica | O secretariado da OIC deu boas vindas ao Sudão do Sul e iniciou relações com o novo país. Membros que reconheceram: 36 de 57 - Observadores: 4 de 5 |
| Nações Unidas (ONU)                 | A assembleia geral da ONU aceitou em 14 de julho de 2011 a adesão do Sudão do Sul em seus quadros, tornando-o o seu 193º membro. Membros que reconheceram: 123 de 192 - Observadores: Todos (2)                                                                                     |